# Uwe Brückner
Uwe Brückner – niemiecki kierowca wyścigowy.

## Życiorys
W 1987 roku zdobył mistrzostwo NRD w klasie E do 600 cm³. Ścigał się wówczas w barwach klubu MC Staaken-Falkensee. W 1989 roku zadebiutował w Formule Easter w klasie LK II, rywalizując samochodem WK 88. W 1990 roku ścigał się w tej klasie MT 77 w barwach MC Ludwigsfelde.
Po zjednoczeniu Niemiec ścigał się Eufrą w Formule Euro. W 1992 roku wygrał wyścig na Hockenheimringu i został mistrzem serii. W 1993 roku zajął czwarte miejsce, w sezonie 1995 dziesiąte, a w 1996 po wygraniu dwóch rund – dziewiąte.

## Wyniki
| Legenda oznaczeń w tabelach wyników Wyświetl szablon na nowej stronie | Legenda oznaczeń w tabelach wyników Wyświetl szablon na nowej stronie                                                                     |
| Oznaczenie                                                            | Wyjaśnienie |
| --------------------------------------------------------------------- | --- |
| Złoty                                                                 | Zwycięzca lub mistrzostwo |
| Srebrny                                                               | 2. miejsce lub wicemistrzostwo |
| Brązowy                                                               | 3. miejsce lub II wicemistrzostwo |
| Zielony                                                               | Ukończył, punktował (w klasyfikacji generalnej, gdy zdobył co najmniej jeden punkt na przestrzeni sezonu, poza trzema powyższymi opcjami) |
| Niebieski                                                             | Ukończył, nie punktował (w klasyfikacji generalnej, gdy nie zdobył co najmniej jednego punktu na przestrzeni sezonu)                      |
| Czerwony                                                              | Nie zakwalifikował się (NZ) |
| Czerwony                                                              | Nie prekwalifikował się (NPK) |
| Różowy                                                                | Nie ukończył (NU) |
| Różowy                                                                | Niesklasyfikowany (NS) (w klasyfikacji generalnej, gdy nie został sklasyfikowany w żadnym wyścigu sezonu)                                 |
| Czarny                                                                | Zdyskwalifikowany (DK) |
| Czarny                                                                | Wykluczony (WYK/EX) |
| Biały                                                                 | Nie wystartował (NW) |
| Biały                                                                 | Kontuzjowany (K/INJ) |
| Biały                                                                 | Wyścig odwołany (OD/C) |
| Bez koloru                                                            | Został wycofany (WYC/WD) |
| Bez koloru                                                            | Nie przybył (NP/DNA) |
| Bez koloru                                                            | Nie brał udziału w treningach (NT/DNP) |
| Bez koloru                                                            | Nie został zgłoszony (–) |
| Pogrubienie                                                           | Start z pole position |
| Kursywa                                                               | Najszybsze okrążenie wyścigu |
| †                                                                     | Nie ukończył, ale jego rezultat został zaliczony ze względu na przejechanie więcej niż 90% dystansu wyścigu.                              |
| *                                                                     | Sezon w trakcie |
| 1/2/3                                                                 | Punktowana pozycja w sprincie kwalifikacyjnym                                                                                             |
| Lista systemów punktacji Formuły 1                                    | |

### Polska Formuła Mondial
| Rok  | Zespół | Samochód   | Silnik     | Wyniki w poszczególnych eliminacjach | Wyniki w poszczególnych eliminacjach | Wyniki w poszczególnych eliminacjach | Wyniki w poszczególnych eliminacjach | Wyniki w poszczególnych eliminacjach | Wyniki w poszczególnych eliminacjach | Pkt. | Msc. |
| ---- | ------ | ---------- | ---------- | ------------------------------------ | ------------------------------------ | ------------------------------------ | ------------------------------------ | ------------------------------------ | ------------------------------------ | ---- | ---- |
| 1993 |        |            |            | Polska                               | Polska                               | Polska                               | Polska                               | Polska                               | Polska                               | 4    | 29   |
| 1993 |        |            |            | 12                                   | -                                    | -                                    | -                                    | -                                    | -                                    | 4    | 29   |
| 1994 |        |            |            | Polska                               | Polska                               | Polska                               | Polska                               | Polska                               | Polska                               | 22   | 4    |
| 1994 |        | Estonia 25 | Volkswagen | -                                    | -                                    | 3                                    | -                                    | -                                    | 4                                    | 22   | 4    |